# Cyphellophora sessilis
Cyphellophora sessilis (de Hoog) Réblová & Unter. – gatunek workowców. Pasożyt, u jabłoni jest jednym z patogenów wywołujących brudną plamistość jabłek i kropkowaną plamistość jabłek.

## Systematyka i nazewnictwo
Pozycja w klasyfikacji według Index Fungorum: Cyphellophora, Cyphellophoraceae, Chaetothyriales, Chaetothyriomycetidae, Eurotiomycetes, Pezizomycotina, Ascomycota, Fungi.
Po raz pierwszy zdiagnozował go w 1999 r. Gert Sybren de Hoog nadając mu nazwę Phialophora sessilis. Obecną, uznaną przez Index Fungorum nazwę nadali mu 2013 r. Martina Réblová i Wendy A. Untereiner.

## Morfologia i fizjologia
W Polsce badania tego gatunku prowadziła dr Ewa Mirzwa-Mróz w 2015 r. w Samodzielnym Zakładzie Fitopatologii SGGW w Warszawie. Wyizolowała go z plam na porażonych brudną plamistością jabłkach i gruszkach. Izolaty wykazały bardzo dużą zgodność (98-100%) z sekwencją nukleotydową tego gatunku w banku genów. Stanowiły 4,4% wszystkich grzybów wyizolowanych z plam na jabłkach i gruszkach. W hodowli in vitro na pożywkach PCA i SNA początkowo rozwijały się słabo, tworząc dość skąpe i hialinowe strzępki. Po kilku dniach zaczęły się jednak melanizować, a niektóre strzępki ulegały rozdęciu. W różnych miejscach grzybni, głównie w obrębie grzybni wegetatywnej zaczęły powstawać fialidy. Wytwarzane na nich konidia tworzyły zlepiony śluzem główkowaty pakiet. Konidiogeneza odbywała się enteroblastycznie, a na fialidach powstawały wyraźne kołnierzyki. Powstawały dwa typy konidiów różniące się rozmiarami. Niektóre konidia wtórnie tworzyły nowe konidia. Nie powstawały chlamydospory.